# Bárbara Mujica

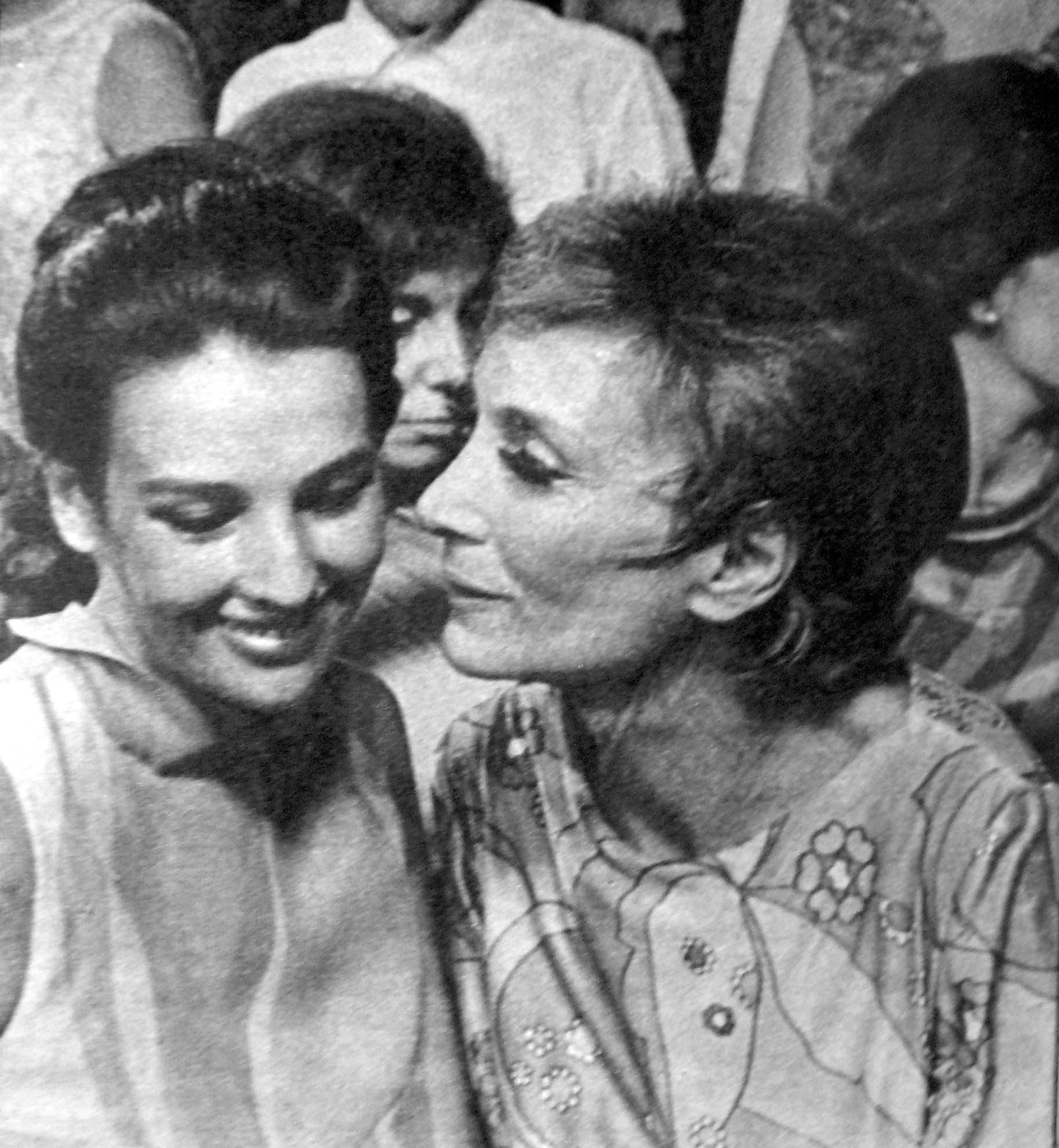
Madre e hija, Alba y Bárbara, ambas actrices.

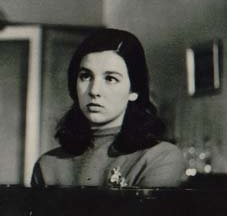
Demasiado Jóvenes, 1958.

Bárbara Mujica —también conocida como Bárbara Múgica—, nombre artístico de Bárbara Moinelo Múgica (Buenos Aires, 13 de marzo de 1944-Ib., 1 de agosto de 1990), fue una actriz de teatro, cine y televisión argentina de los años 1960, 1970 y 1980.

## Biografía
Bárbara Mujica fue hija de la actriz Alba Mujica y de José Antonio Moinelo. Era sobrina del director René Mugica y formó parte de la generación de actrices del nuevo cine argentino, como Graciela Borges, Susana Freyre, Violeta Antier y Elsa Daniel.
A los catorce años protagonizó dos películas dirigidas por Leopoldo Torres Ríos, padre del realizador Leopoldo Torre Nilsson: Edad difícil y Demasiado jóvenes (que en 1958 obtuvo, en el Festival de San Sebastián, el premio a la mejor película de habla hispana) en las que compartió cartel con Oscar Rovito, quien se convertiría en su esposo. De la pareja nacieron dos hijos, los actores Pablo Rovito y Gabriel Rovito. 
En 1957 trabajó con Torre Nilsson en La casa del ángel con Lautaro Murúa sobre la novela de Beatriz Guido.
Dueña de una presencia y voz inolvidables, su rostro fue inmortalizado por la fotógrafa Annemarie Heinrich. Se la recuerda en televisión por su participación en 1959 en el programa Historia de jóvenes que, dirigido por David Stivel, se transmitía por Canal 7. También por su actuación en los teleteatros de Nené Cascallar, en especial El amor tiene cara de mujer, junto a Rodolfo Bebán, Rodolfo Ranni y Soledad Silveyra durante cuatro temporadas.

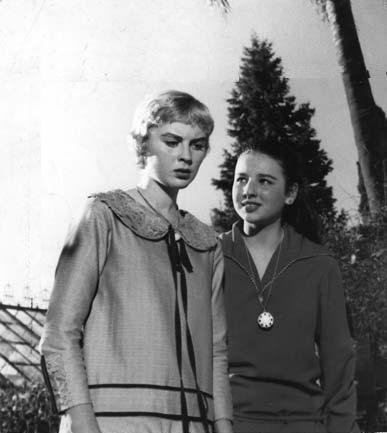
Mujica junto a Elsa Daniel.

Mujica entró a formar parte del prestigioso grupo Gente de Teatro integrado por Norma Aleandro, Marilina Ross, Carlos Carella, Federico Luppi, Emilio Alfaro y Juan Carlos Gené, responsables de grandes éxitos en teatro y televisión que fueron escritos por autores como Griselda Gambaro, Marta Mercader, Roberto Cossa y Carlos Gorostiza. Este elenco fue responsable de la serie Cosa juzgada, uno de los programas clave de la televisión argentina de esos años, que recibió premios y altos índices de audiencia de audiencia.
Con el grupo —y dirigida por Stivel— Mujica intervino en la película Los herederos (1970) —nominada en el Festival de Berlín— y en el ciclo Alta Comedia donde fue, entre otros, "Margarita Gautier" en La dama de las camelias.
Durante la dictadura que gobernó la Argentina entre 1976 y 1983 fue amenazada y censurada, y se le prohibió aparecer en televisión junto con otros actores críticos del régimen militar.
En 1978 retornó al teatro en El águila de dos cabezas de Jean Cocteau, dirigida por Carella con Miguel Ángel Solá y en 1984 al cine, en Gracias por el fuego de Sergio Renán, con Víctor Laplace y Lautaro Murúa. 
En 1987 protagonizaría Debajo del mundo con Sergio Renán y A dos aguas nuevamente con Miguel Ángel Solá, ópera prima de Carlos Olguin-Trelawny que recibió una mención especial en el Festival Internacional de Locarno. En 1988 doblaría a la actriz Liv Ullmann en la película La Amiga.
En televisión volvió en el ciclo Atreverse de Alejandro Doria.
Su último trabajo fue en Loraldia (El tiempo de las flores) de Oscar Aizpeolea, una coproducción fílmica argentino-española, por la que fue galardonada con el Premio Cóndor de Plata a la mejor actriz por la Asociación de Cronistas Cinematográficos de la Argentina.

## Vida privada
En 1965 se casó con el director David Stivel, quien la había dirigido como Ofelia en una versión televisiva de Hamlet con Alfredo Alcón. 
Murió de un infarto de miocardio a los 46 años.

## Filmografía
| Año  | Título                                    | Personaje        | Notas                                 |
| ---- | ----------------------------------------- | ---------------- | ------------------------------------- |
| 1991 | Loraldia (El tiempo de las flores)        | Flora / Oralia   | Estrenada después de su fallecimiento |
| 1989 | La amiga                                  | María            | Doblaje de Liv Ullmann                |
| 1987 | El viajero sin equipaje                   | Ingrid           | Película para televisión              |
| 1987 | A dos aguas                               | Isabel           |                                       |
| 1987 | Debajo del mundo                          | Lizbeth          |                                       |
| 1986 | Malayunta                                 | Amalia           |                                       |
| 1986 | Muchacho de luna                          | Carolina         | Película para televisión              |
| 1985 | Ramona, la justiciera                     | Pilar            |                                       |
| 1984 | Gracias por el fuego                      | Dolly de Budiño  |                                       |
| 1978 | Y una vez mas..Felices fiestas            | Mónica           | Película para televisión              |
| 1976 | Los muchachos de antes no usaban arsénico | Laura Otamendi   |                                       |
| 1970 | Los herederos                             | Estela           |                                       |
| 1968 | Un crimen en patota                       | Paulina          |                                       |
| 1965 | Los guerrilleros                          | Patricia         |                                       |
| 1965 | La corte asi lo decidio                   | Soledad          |                                       |
| 1964 | El octavo infierno, cárcel de mujeres     | Zulema Puentes   |                                       |
| 1964 | Hamlet                                    | Ofelia           | Película para televisión              |
| 1963 | El secreto de puente verde                | María Azucena    | Película para televisión              |
| 1962 | Las ratas                                 | Cristina         |                                       |
| 1961 | Los que verán a Dios                      | Susan            |                                       |
| 1961 | Quinto año nacional                       | Sarita Roitman   |                                       |
| 1958 | Demasiado jóvenes                         | Aída             |                                       |
| 1957 | La casa del ángel                         | Vicenta          |                                       |
| 1956 | Edad difícil                              | Alicia Núñez     |                                       |
| 1954 | Flavia en escombros                       | Perla            | Cortometraje                          |
| 1947 | El muro                                   | Ana Laura (niña) | Cortometraje                          |

## Televisión
| Año       | Título                                    | Personaje                    |
| --------- | ----------------------------------------- | ---------------------------- |
| 1990      | Atreverse                                 | Varios                       |
| 1990      | La bonita pagina                          | Bárbara                      |
| 1989      | La ultima esperanza                       | Rosario Mitre                |
| 1988      | Como la vida misma                        | Laura Valencia               |
| 1987      | Ficciones                                 | Varios                       |
| 1986      | Frente al sol                             | Fernanda Yáñez               |
| 1985      | Duro como la roca, frágil como el cristal | Marta Ramos                  |
| 1985      | María Isabel                              | Gloria Mendiola              |
| 1984      | Los gringos                               | Natasha                      |
| 1984      | Situación limite                          | Varios                       |
| 1983      | Ruggero                                   | Libertad                     |
| 1982      | No creo en los hombres                    | Ivana Duval                  |
| 1981      | Las huellas del cerro                     | Camila Álvarez               |
| 1978      | El ovejero                                | Patricia                     |
| 1976      | Pasion y Poder                            | Alicia Moncada de Montenegro |
| 1973-1974 | Alta comedia                              | Varios                       |
| 1973      | El bastardo                               | Silvia Loretti               |
| 1971      | Mas sabe el diablo                        | Claudia                      |
| 1969      | Cosa juzgada                              | Varios                       |
| 1968      | Nosotros, los villanos                    | Perla Martínez               |
| 1967      | Siempre tuya por siempre                  | Gilda Gómez / Martha Zapata  |
| 1966      | Cuatro mujeres para Adán                  | Sara                         |
| 1966      | Mi hombre el criminal                     | Isabel                       |
| 1965      | Las chicas                                | Laura                        |
| 1964      | Teatro Trece                              | Varios                       |
| 1964      | El amor tiene cara de mujer               | Marcela                      |
| 1963      | Viviana                                   | Alina Yasbeck                |
| 1961      | Amame Nazario                             | Amelia                       |
| 1961      | Amor a toda hora                          | Celía Ajaka                  |
| 1960      | Un angel en el fango                      | Raquel (joven)               |
| 1959      | Historia de jóvenes                       | Varios                       |
| 1959      | El callejon del beso                      | Juliana                      |

## Premios y nominaciones
- Premio Cóndor de Plata, mejor actriz, 1991
- Festival de San Sebastián (1958): Demasiado jóvenes, mejor película (mención)